# Gudrun Theuerkauff
Gudrun Theuerkauff (n. 8 aprilie 1937, Stettin, Statul Liber Prusia⁠(d)) este o scrimeră germană, medaliată olimpică. A participat la 4 ediții ale Jocurilor Olimpice (1960, 1964, 1968, 1972) în care a câștigat o medalie de bronz.